# Tranh của Adolf Hitler

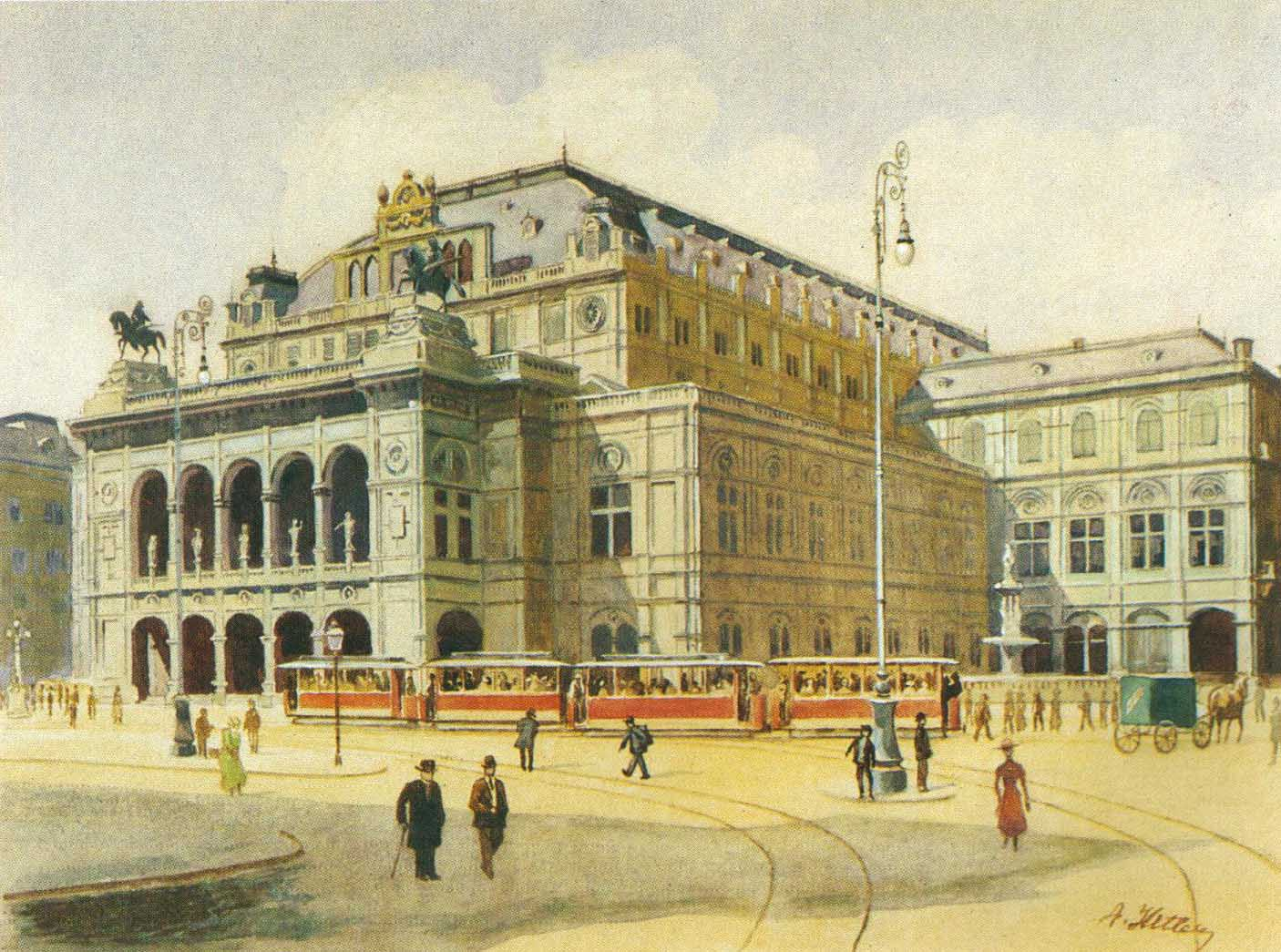
Nhà hát Opera Quốc gia Vienna (Wien Oper), vẽ bởi Adolf Hitler, 1912

Adolf Hitler, Lãnh tụ Đảng Quốc xã ở Đức trong những năm trước và trong thế chiến II, cũng là một họa sĩ. Ông đã sáng tác hàng trăm tác phẩm và bán các bức tranh và bưu thiếp của mình để cố gắng kiếm sống trong những năm ở Vienna (1908 - 1913). Mặc dù ít thành công về chuyên môn, ông vẫn tiếp tục vẽ trong suốt cuộc đời.
Một số bức tranh của ông đã được phục hồi sau Thế chiến II và đã được bán tại các cuộc đấu giá với giá hàng chục ngàn đô la. Những tác phẩm khác đã bị Quân đội Hoa Kỳ tịch thu và vẫn bị chính phủ Hoa Kỳ giữ.

## Phong cách và ảnh hưởng của Hitler

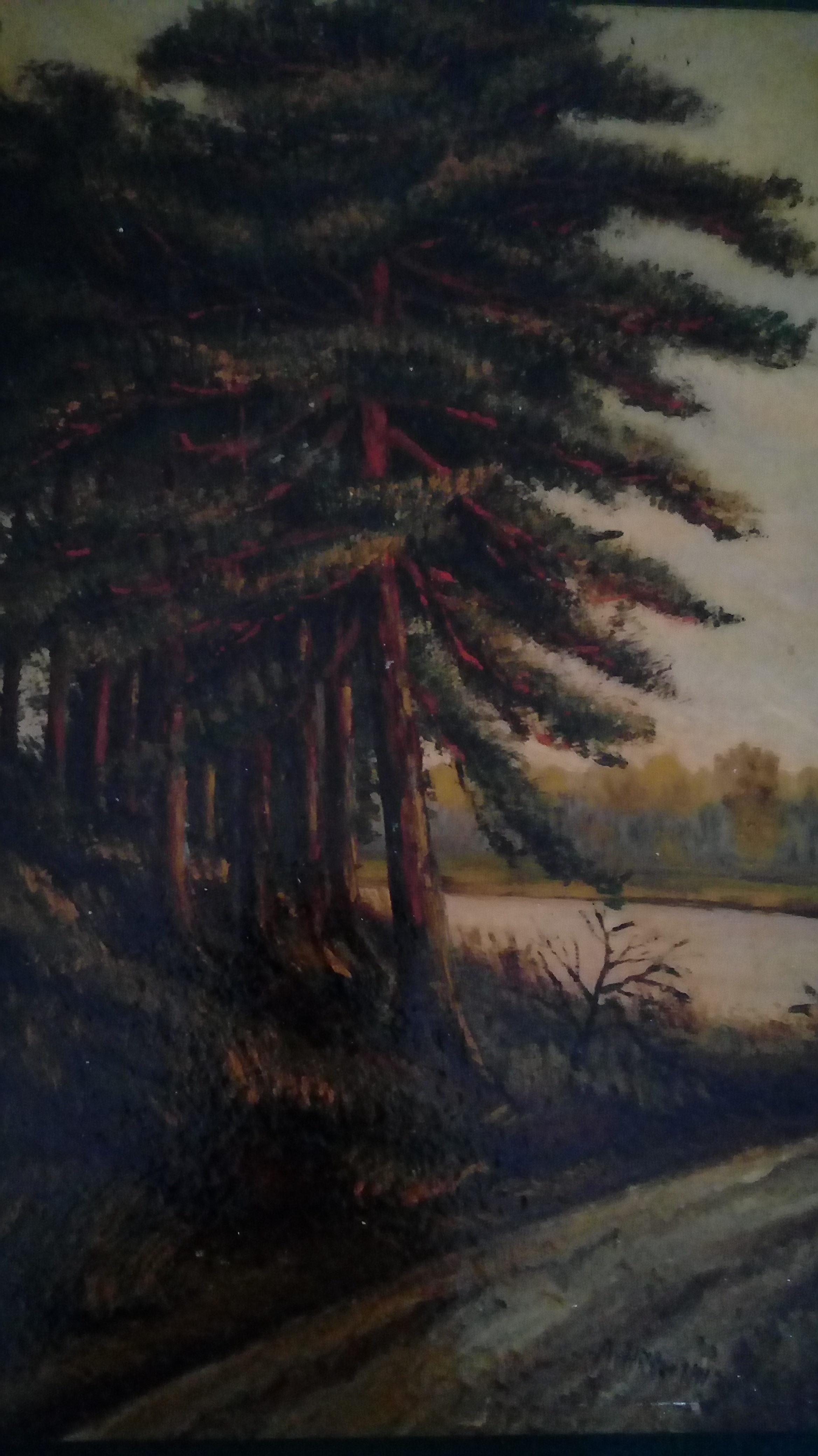
Cây ở đường ray (Baum am Weg eines Sees), vẽ bởi Adolf Hitler, 1911

Phong cách của Hitler đã rất tính toán khi thể hiện kiến trúc trong các bức tranh của ông. Thay vì tiến bộ trong ảnh hưởng nghệ thuật của mình, các tác phẩm của ông đã sao chép các nghệ sĩ của thế kỷ XIX và các bậc thầy khác trước ông. 
Ông tự nhận là tổng hợp của nhiều phong trào nghệ thuật nhưng chủ yếu lấy từ chủ nghĩa cổ điển La Mã Greco, Phục hưng Ý và Tân cổ điển. Ông thích khả năng kỹ thuật của những nghệ sĩ này, cũng như tính biểu tượng dễ hiểu. Ông gọi Rudolf von Alt người thầy vĩ đại nhất của mình. Cả hai thể hiện chủ đề và cách sử dụng màu sắc tương tự nhau, nhưng Alt hiển thị cảnh quan tuyệt vời cho bằng nhau nếu không chú ý đến thiên nhiên và môi trường xung quanh hơn là kiến trúc.

## Tác phẩm
Chủ yếu làm việc với màu nước, Hitler đã sử dụng phương tiện này để thể hiện cả tình yêu của mình dành cho hội họa và kiến trúc. Khác với thông thường, tranh màu nước của Hitler thường chú ý nhiều hơn với những kiễn trúc và bỏ qua những cây cối thường che đi chủ đề chính.
Der Alte Hof in München (Sân trong của dinh thự cũ ở Munich) (1914) là một bức tranh màu nước của Hitler mô tả Alter Hof, một quảng trường nhỏ trước một dinh thự lớn. Khi Hitler ở Munich, ông dành phần lớn thời gian để đọc sách và vẽ tranh, thúc đẩy ước mơ trở thành một nghệ sĩ độc lập của riêng mình.

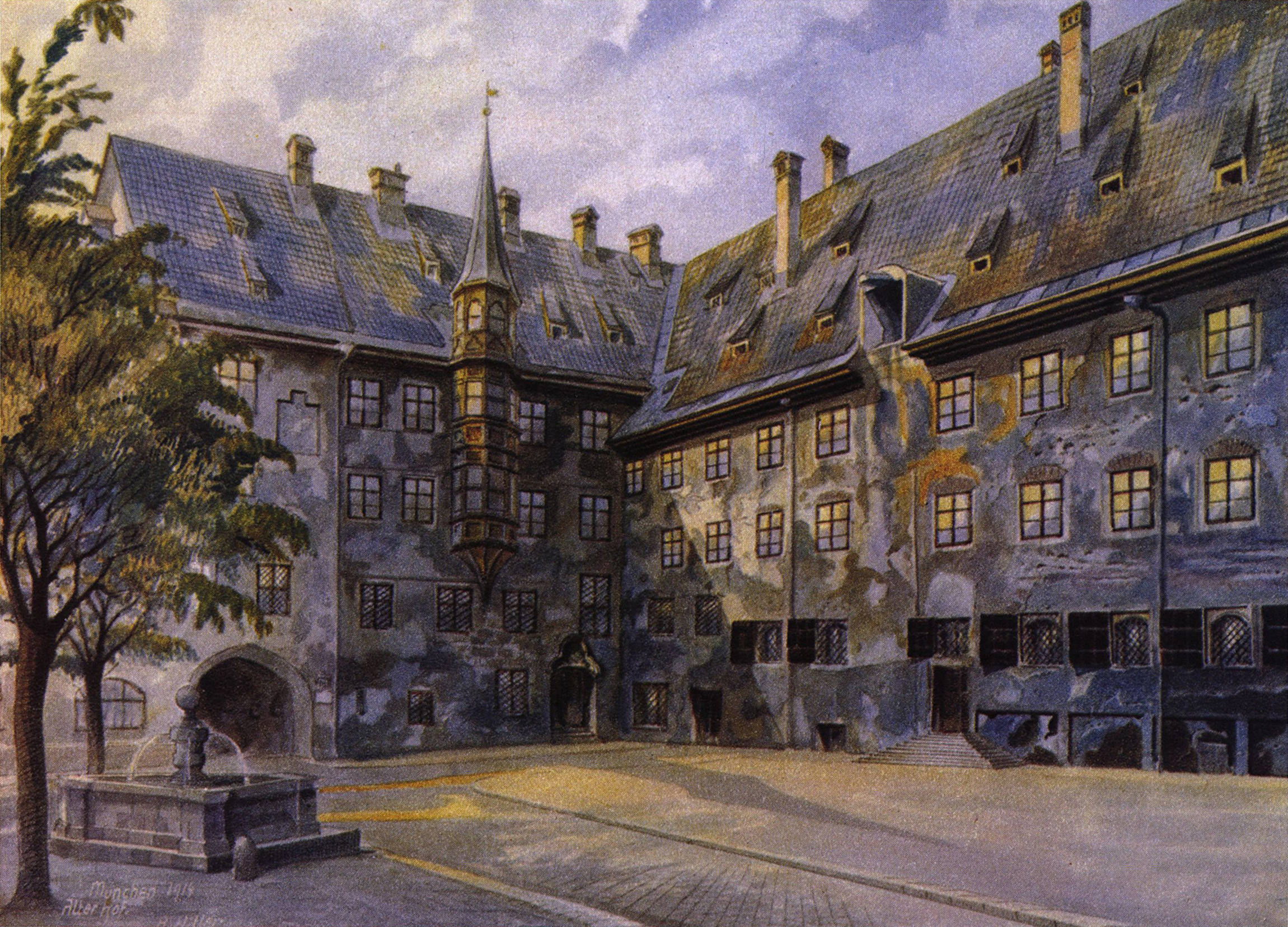
Der Alte Hof in München (Sân trong của dinh thư cũ ở Munich)

Der Alte Hof in München và một số bức tranh khác của ông bị lưu giữ trong tầng hầm của Trung tâm Lịch sử Quân sự Hoa Kỳ ở Washington, D.C. và không bao giờ cho công chúng xem vì tính chất gây tranh cãi của chúng.

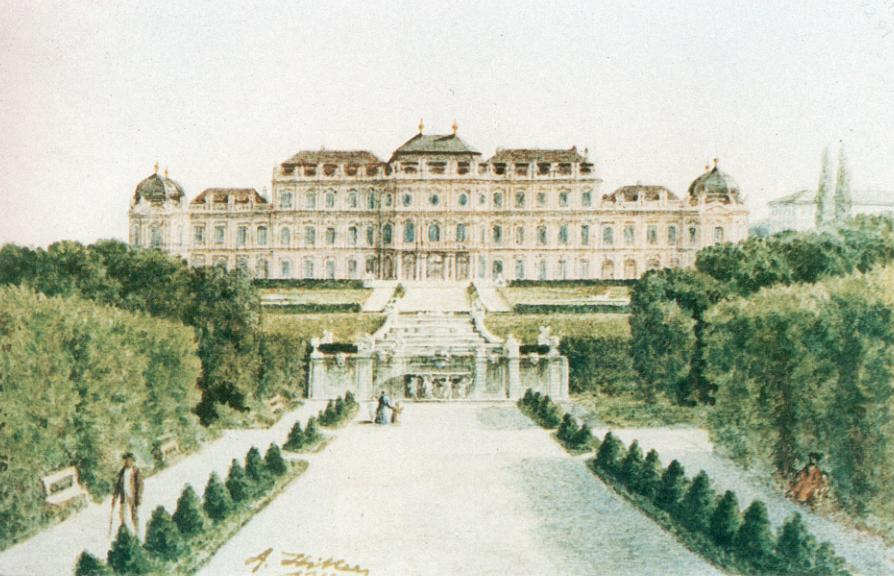
Schloss Belvedere (Cung điện Belvedere)
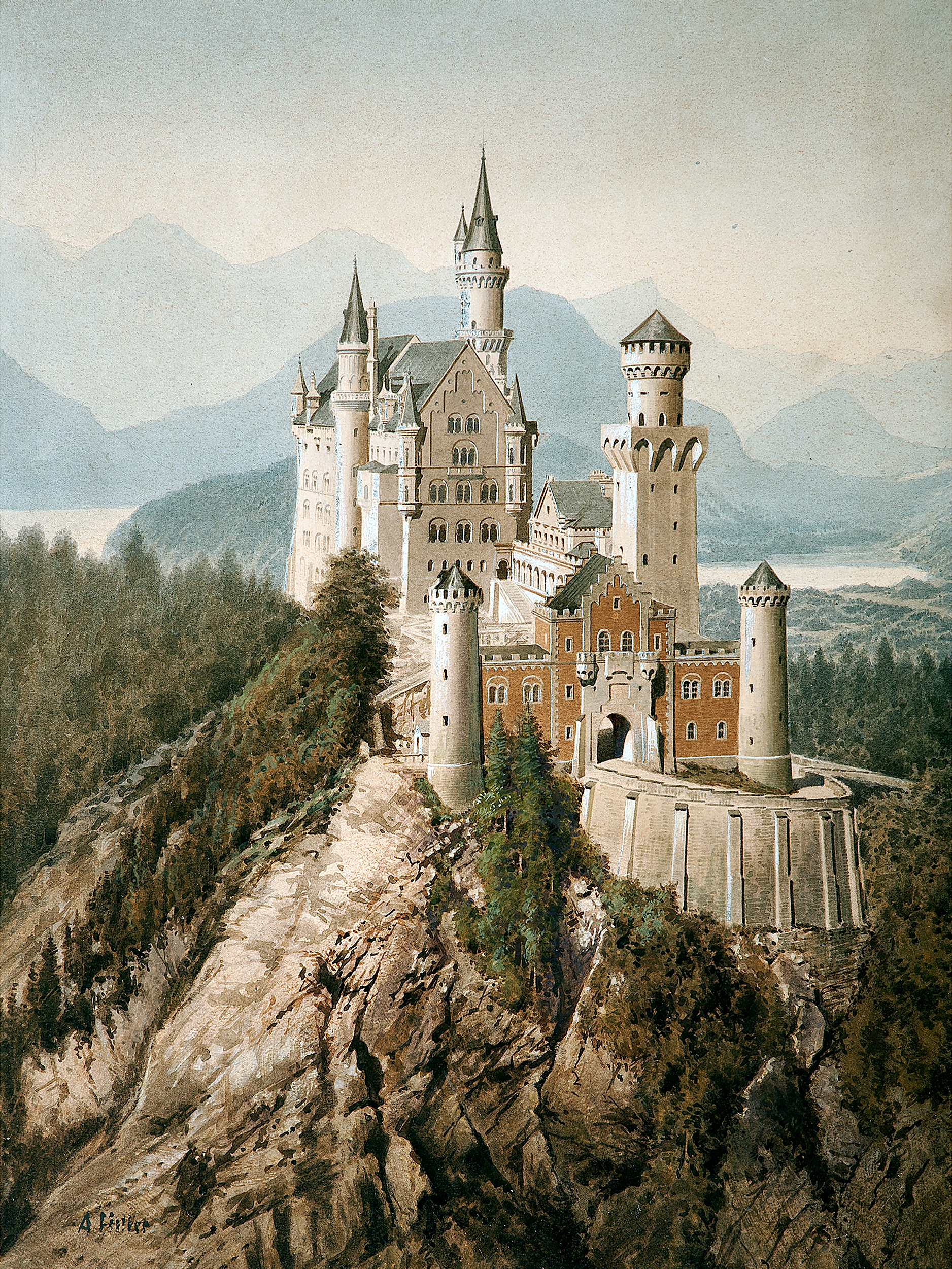
Schloss Neuschwanstein (Lâu đài Neuschwanstein)
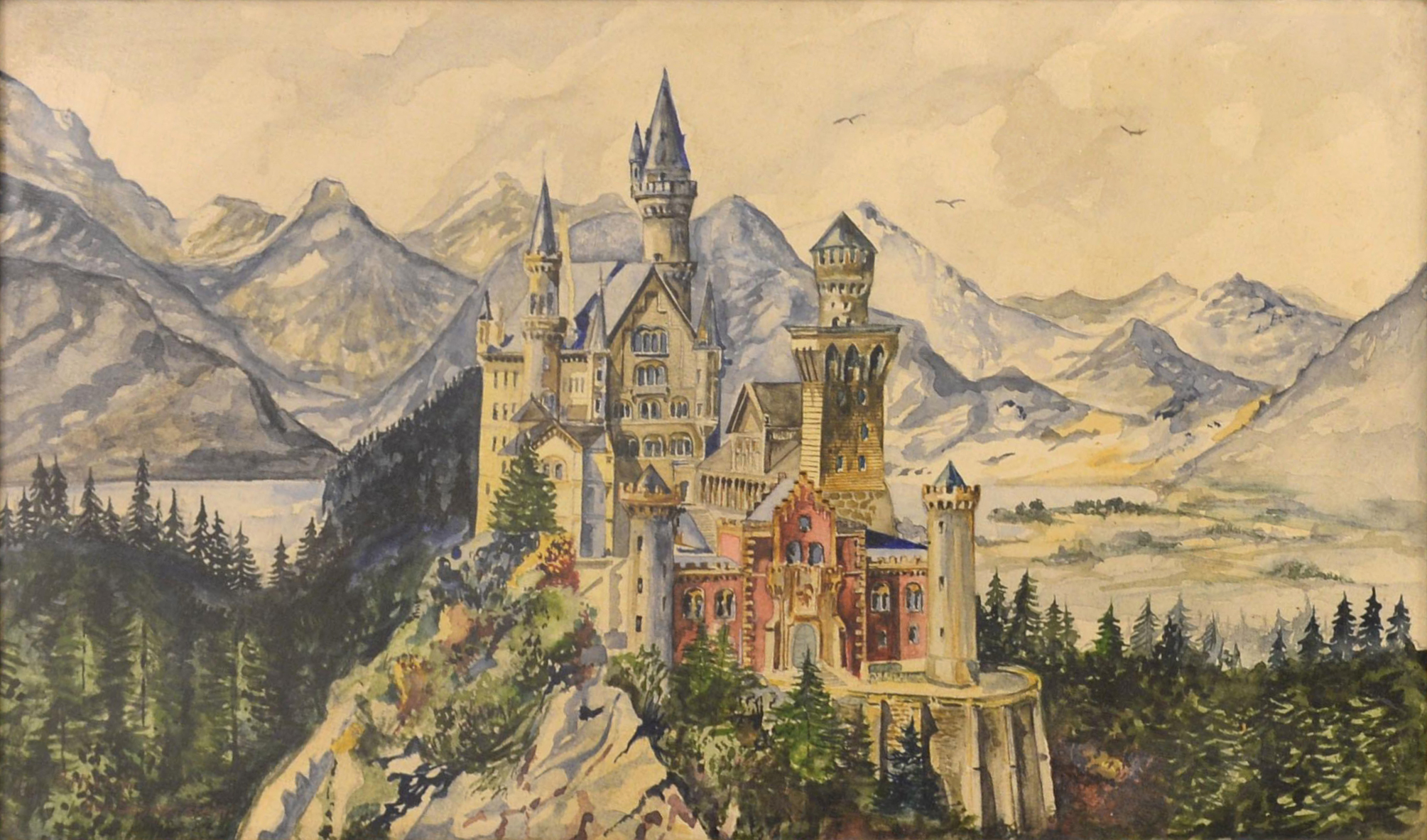
Schloss Neuschwanstein (Lâu đài Neuschwanstein) (Bản khác)
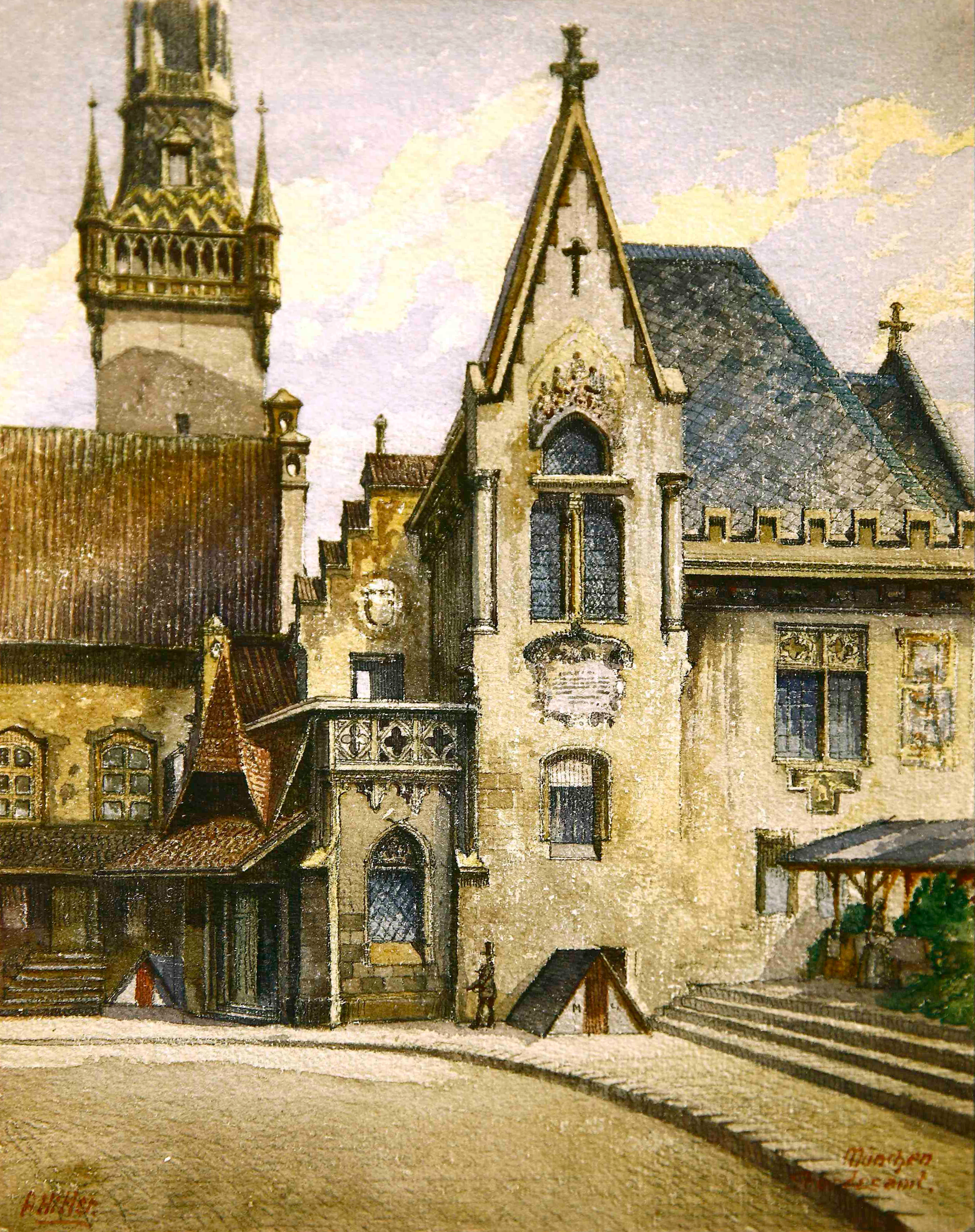
Standesamt München (Tòa Thị Munich)
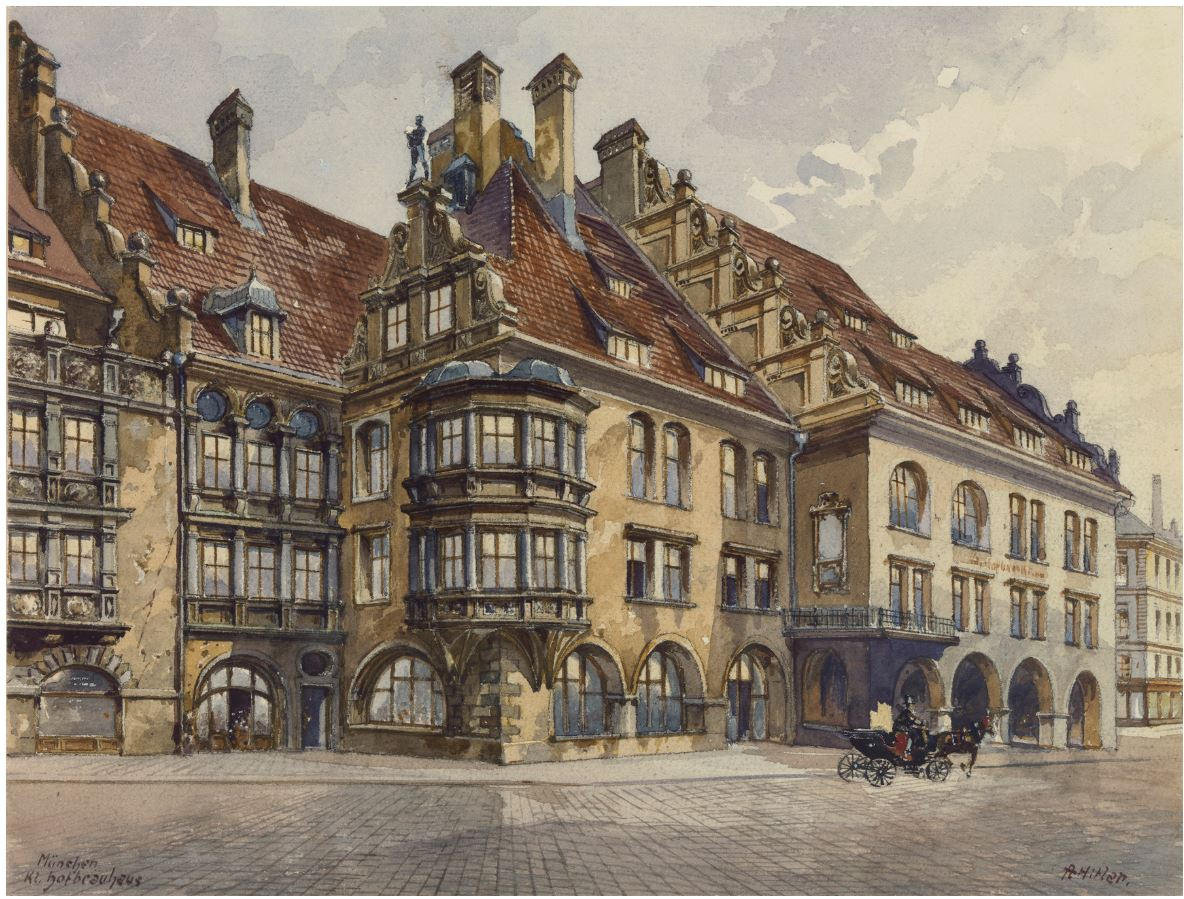
Hofbräuhaus am Platzl (1913)
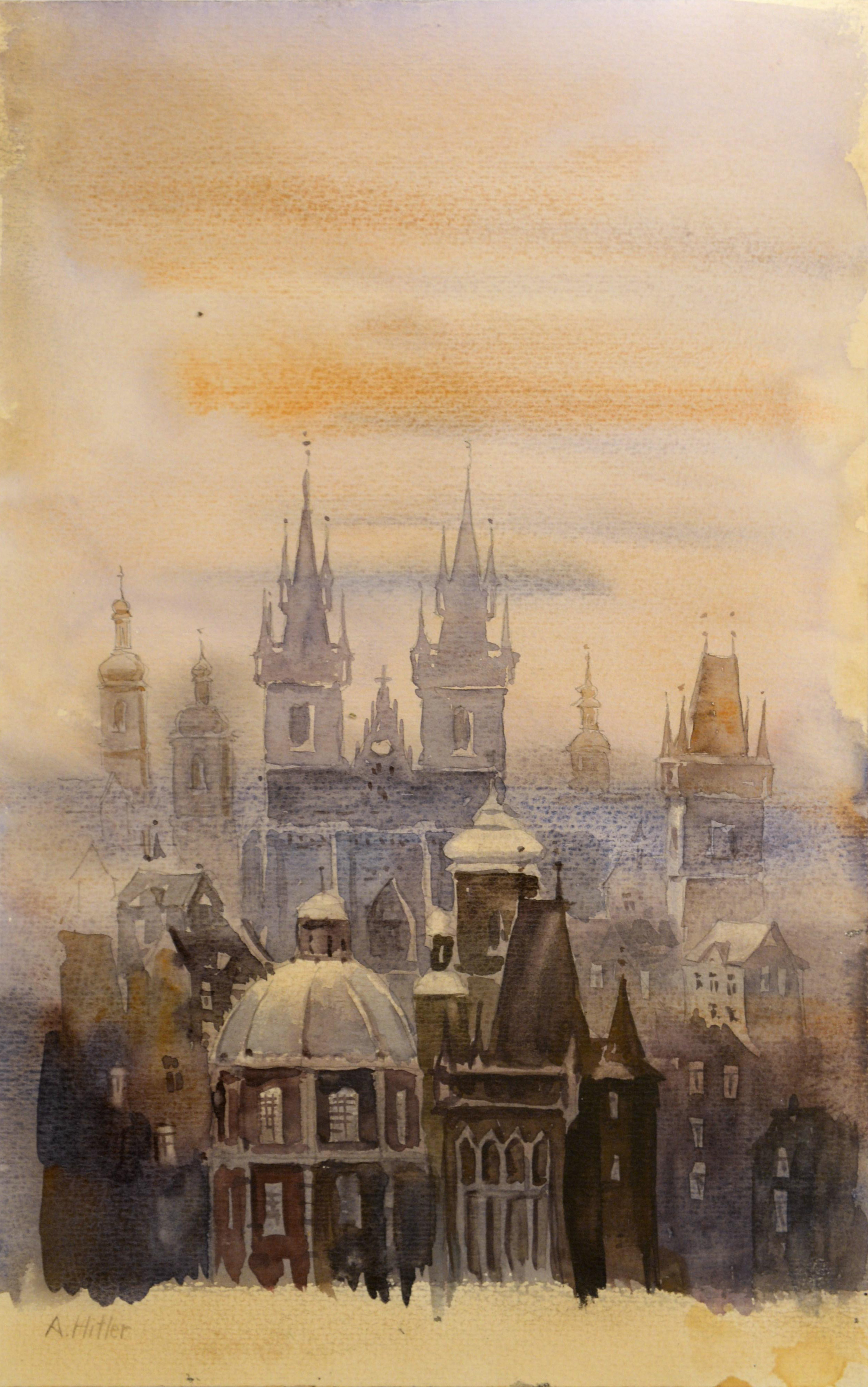
Prag im Nebel (Praha trong suơng mù)
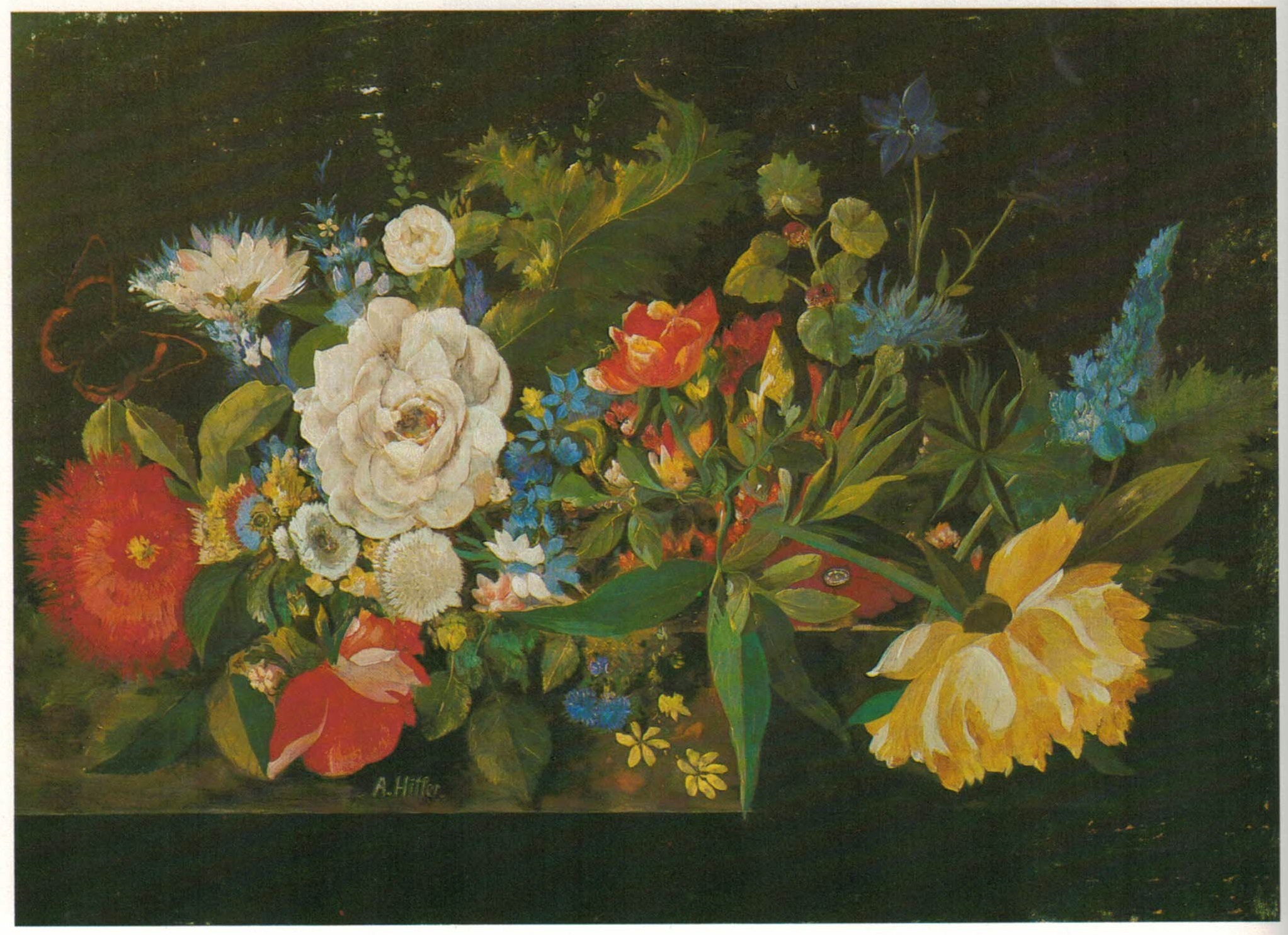
Blumenarrangement (Cắm hoa) (1909-1913)
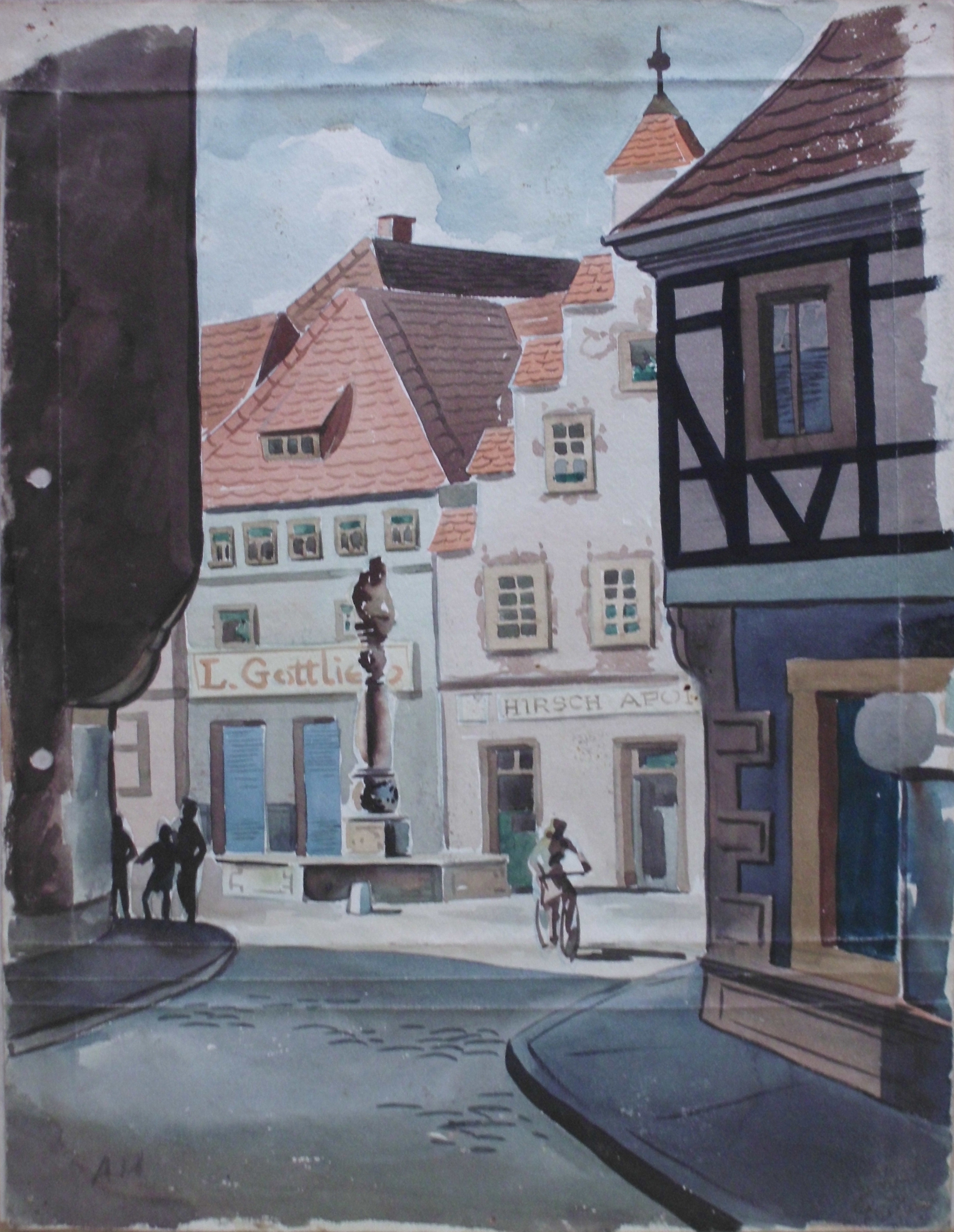
Ngõ nhỏ trong làng
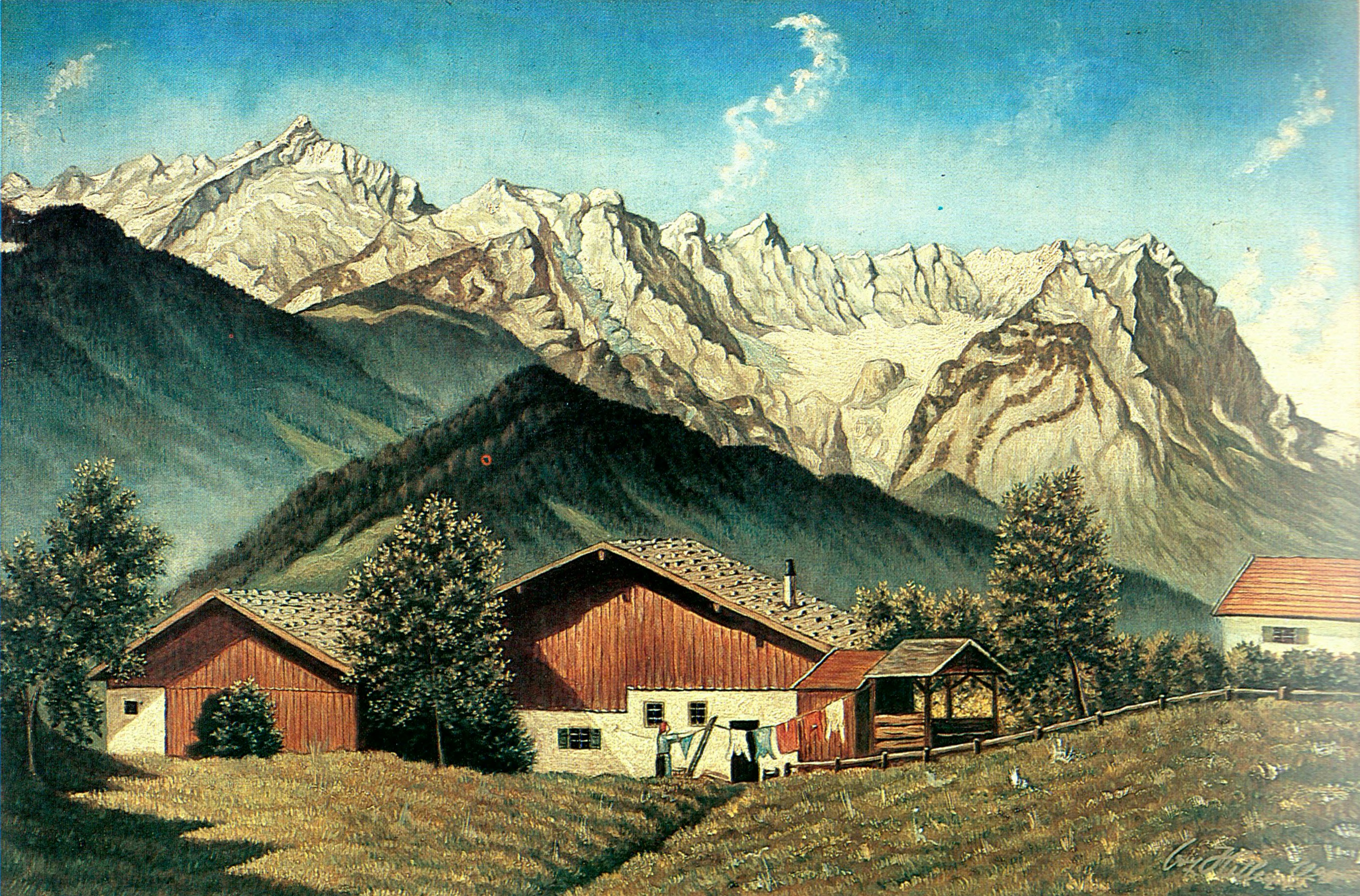
Alpenhof (Nhà trên dãy núi Alps) (1926)
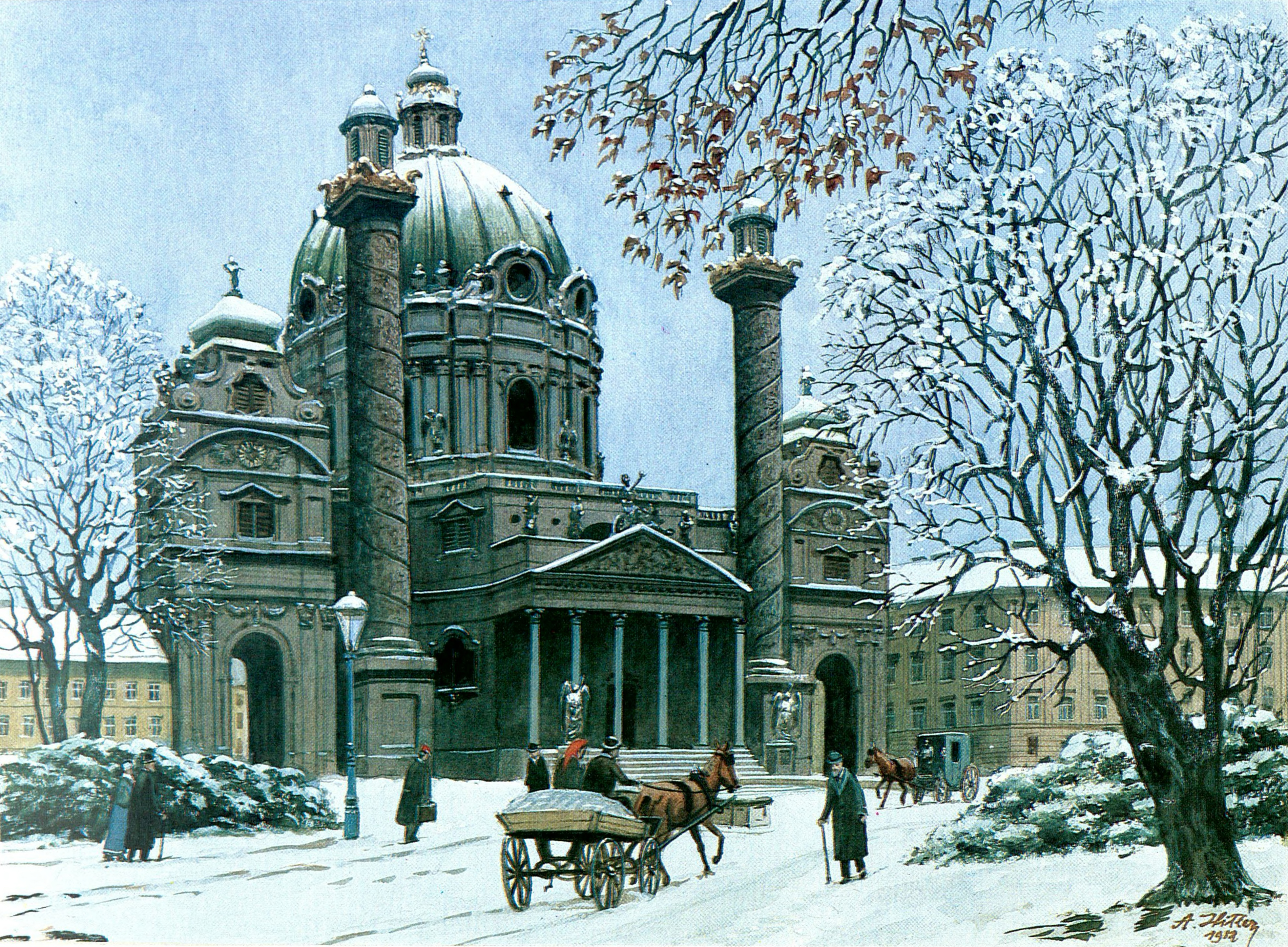
Die Karlskirche im Winter (Karlskirche trong mùa đông) (1912)
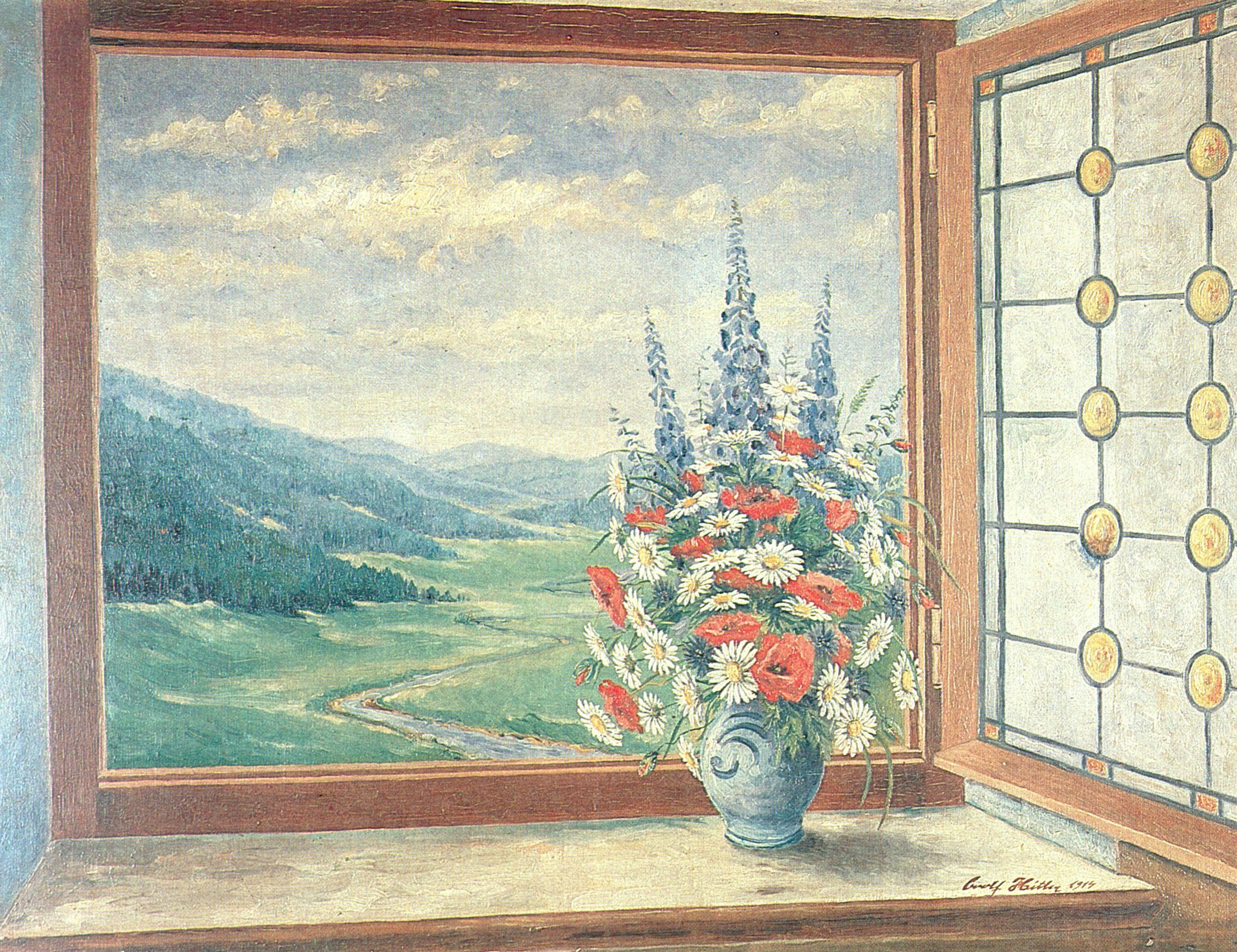
Fruhlingsstrauss im Fenster (Bó hoa mùa xuân bên cửa sổ) (1914)
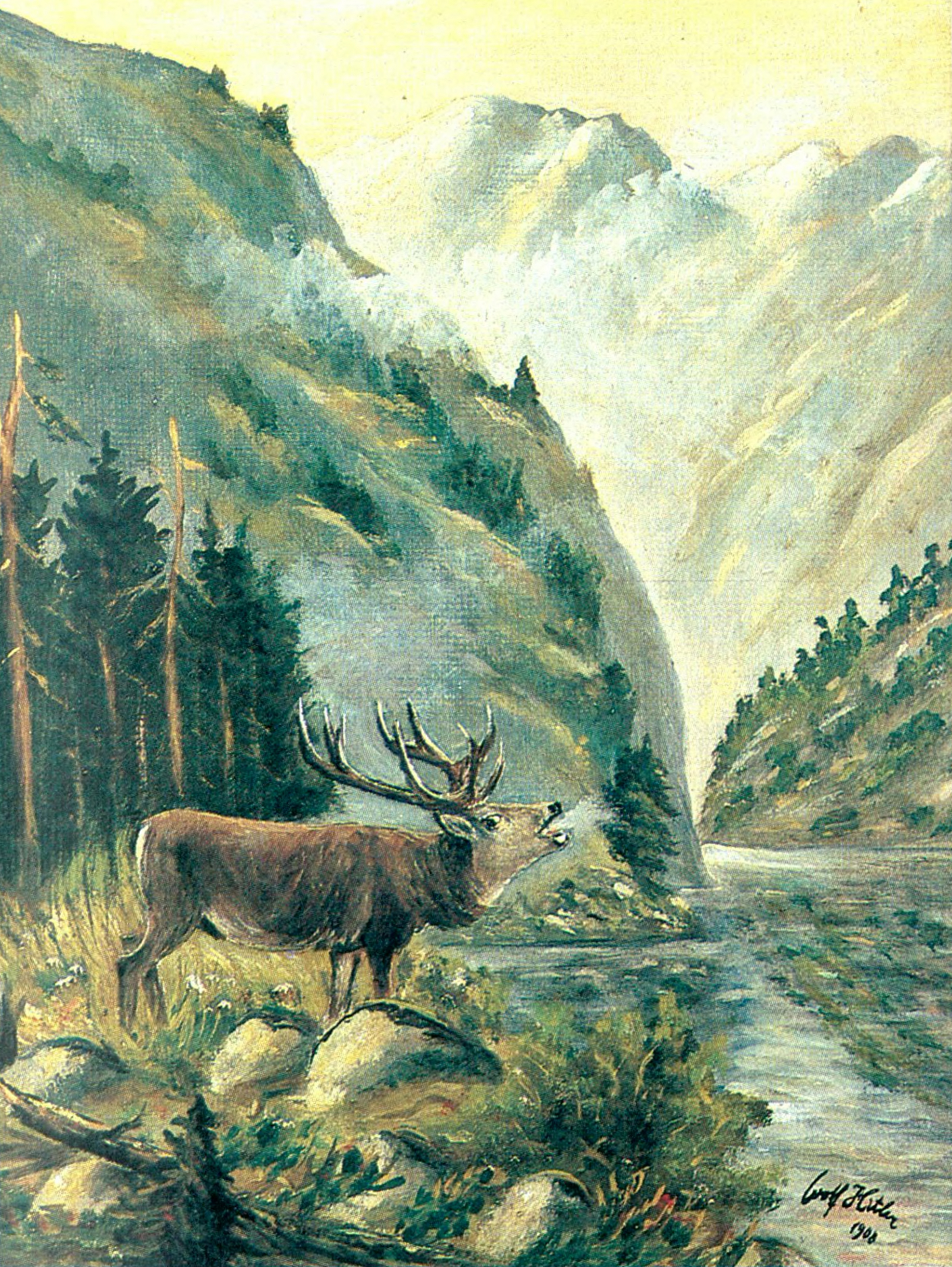
Morgen am Bergsee (Buổi sáng ở hồ trên núi) (1908)
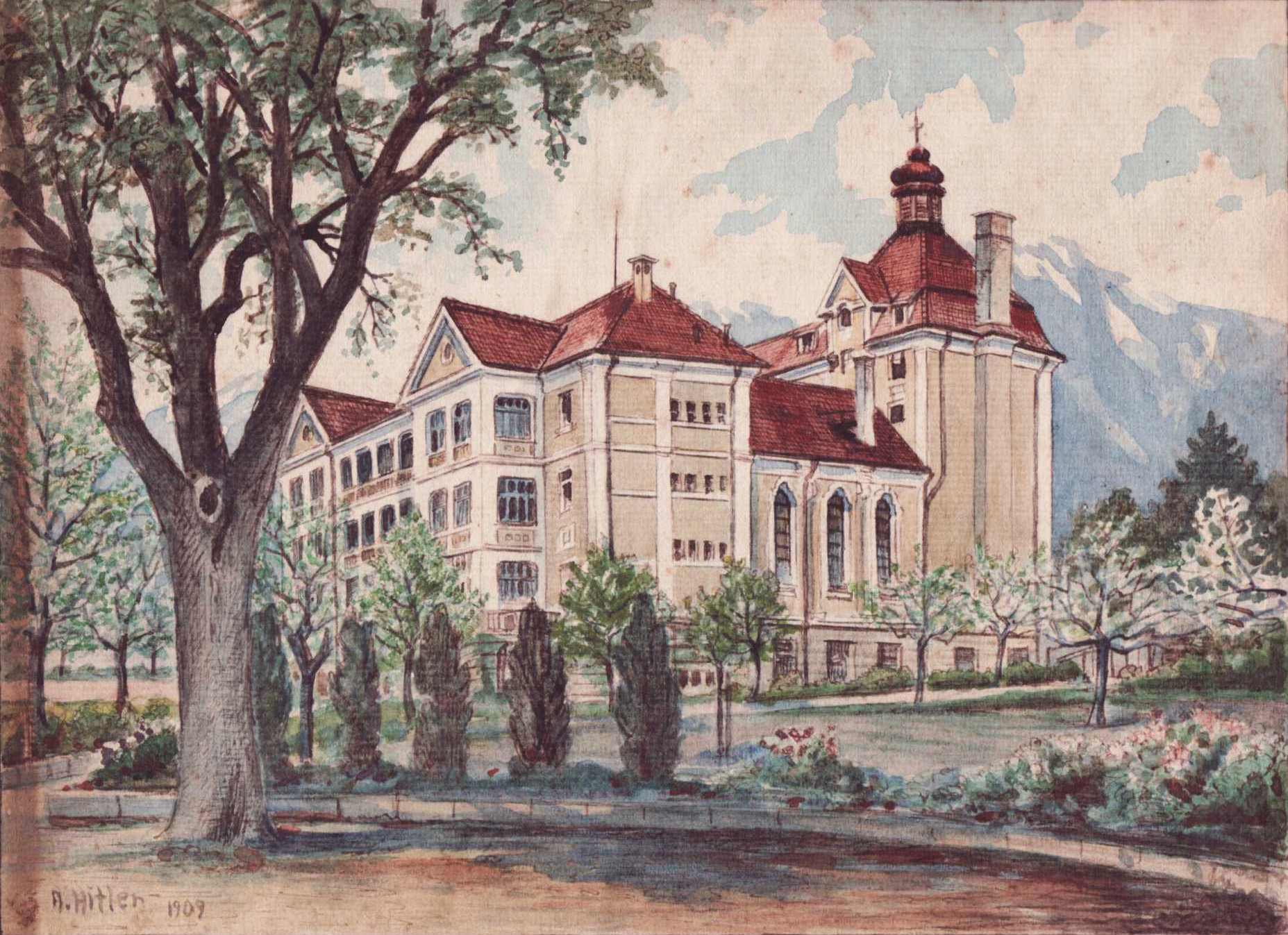
Nhà cổ trong đám cây (1909)
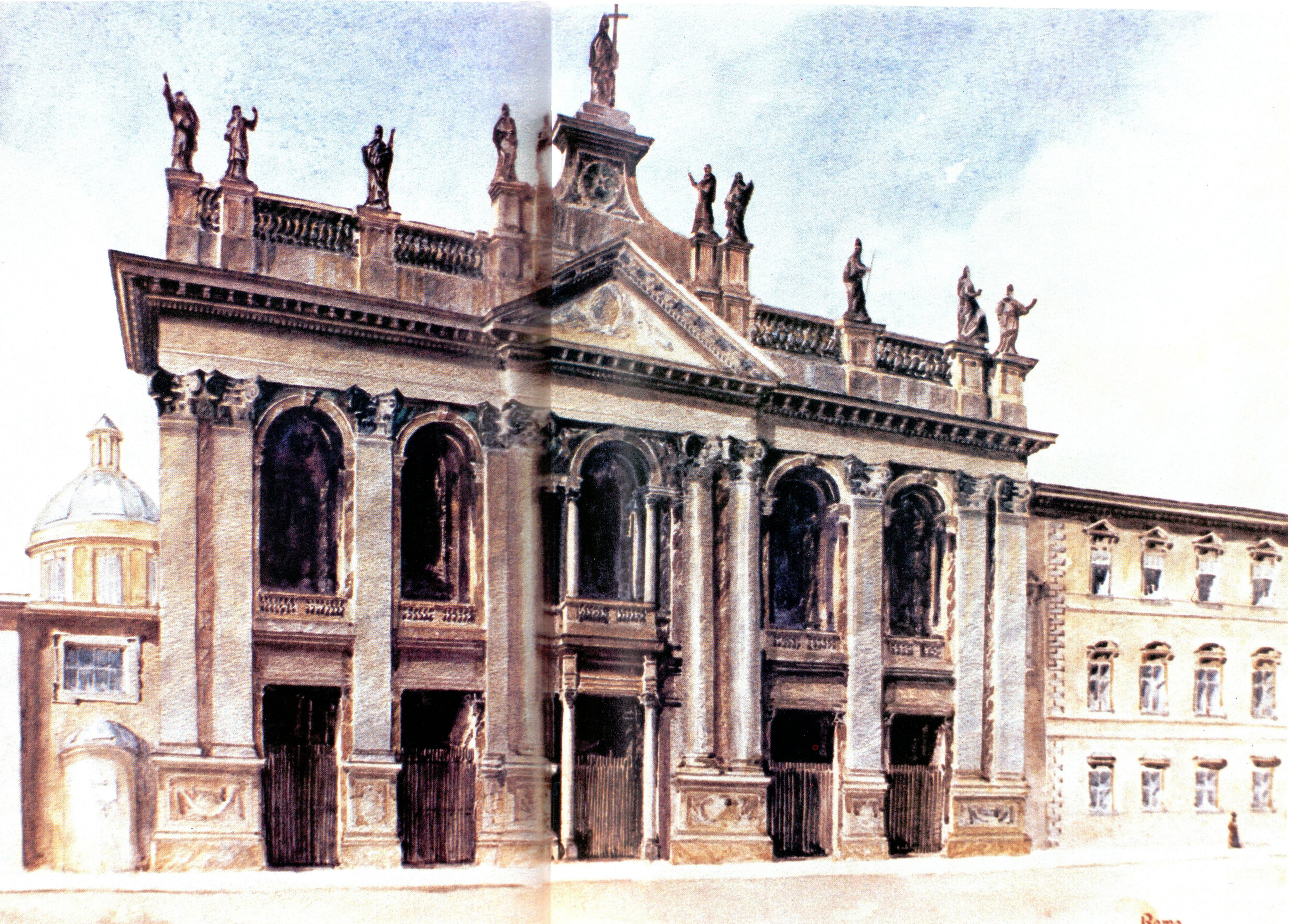
Vương cung thánh đường Thánh Gioan Latêranô (1910-1912)
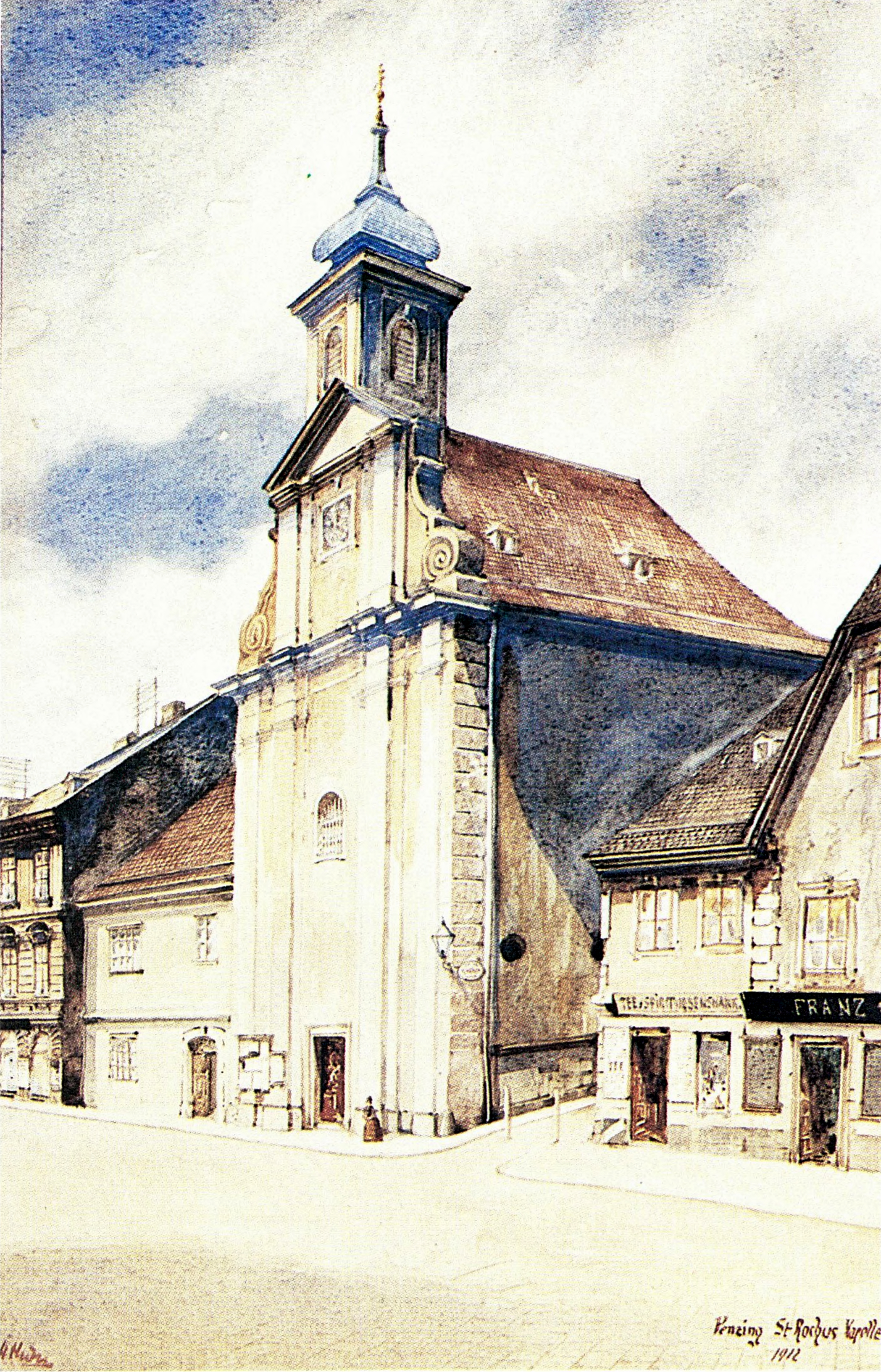
Penzing - St. Rochus Kapelle (Penzing - Nhà thờ Thánh Rochus) (1912)
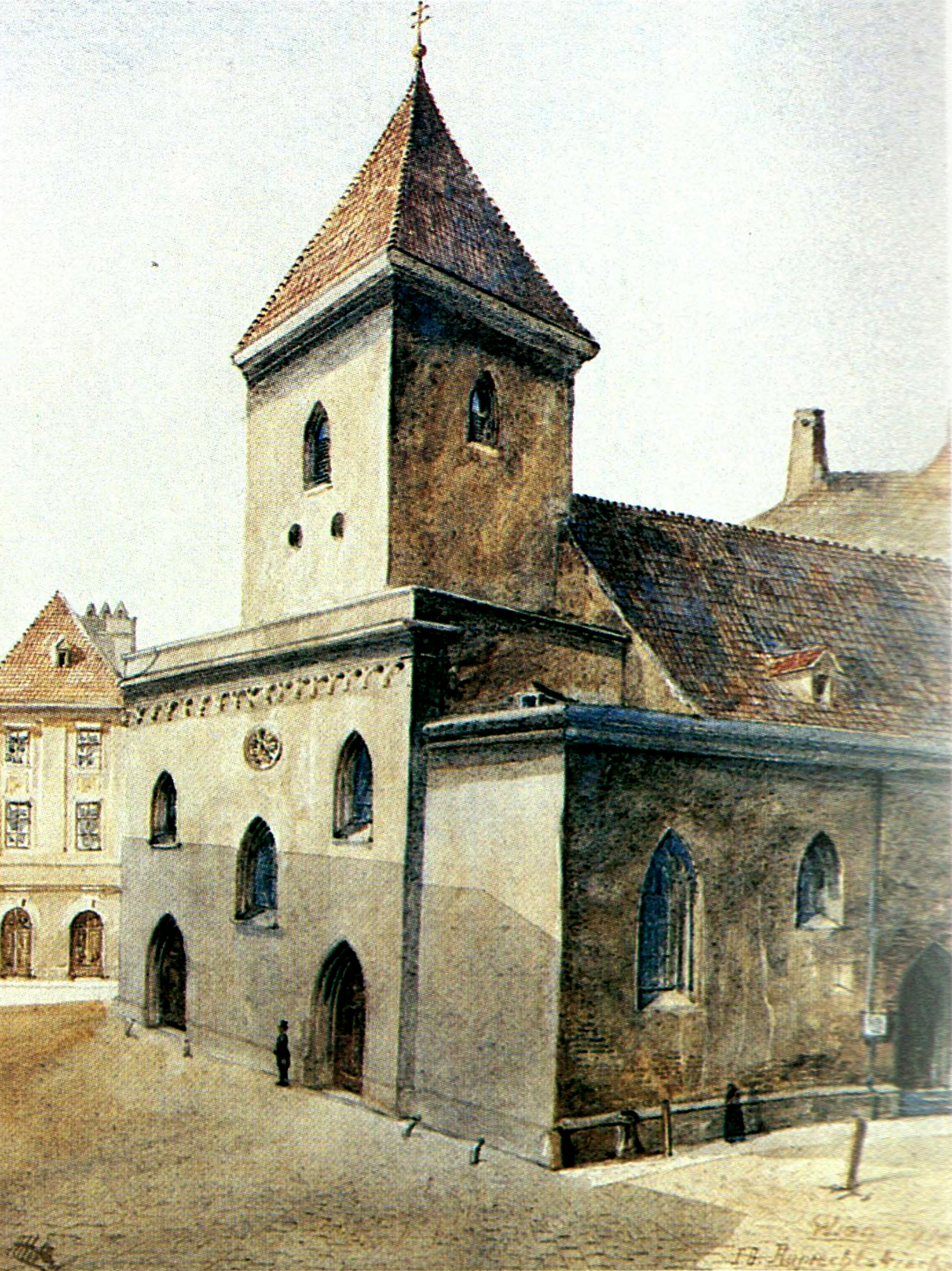
Wein (Viena, trước là Ruprechtskirche) (1912)
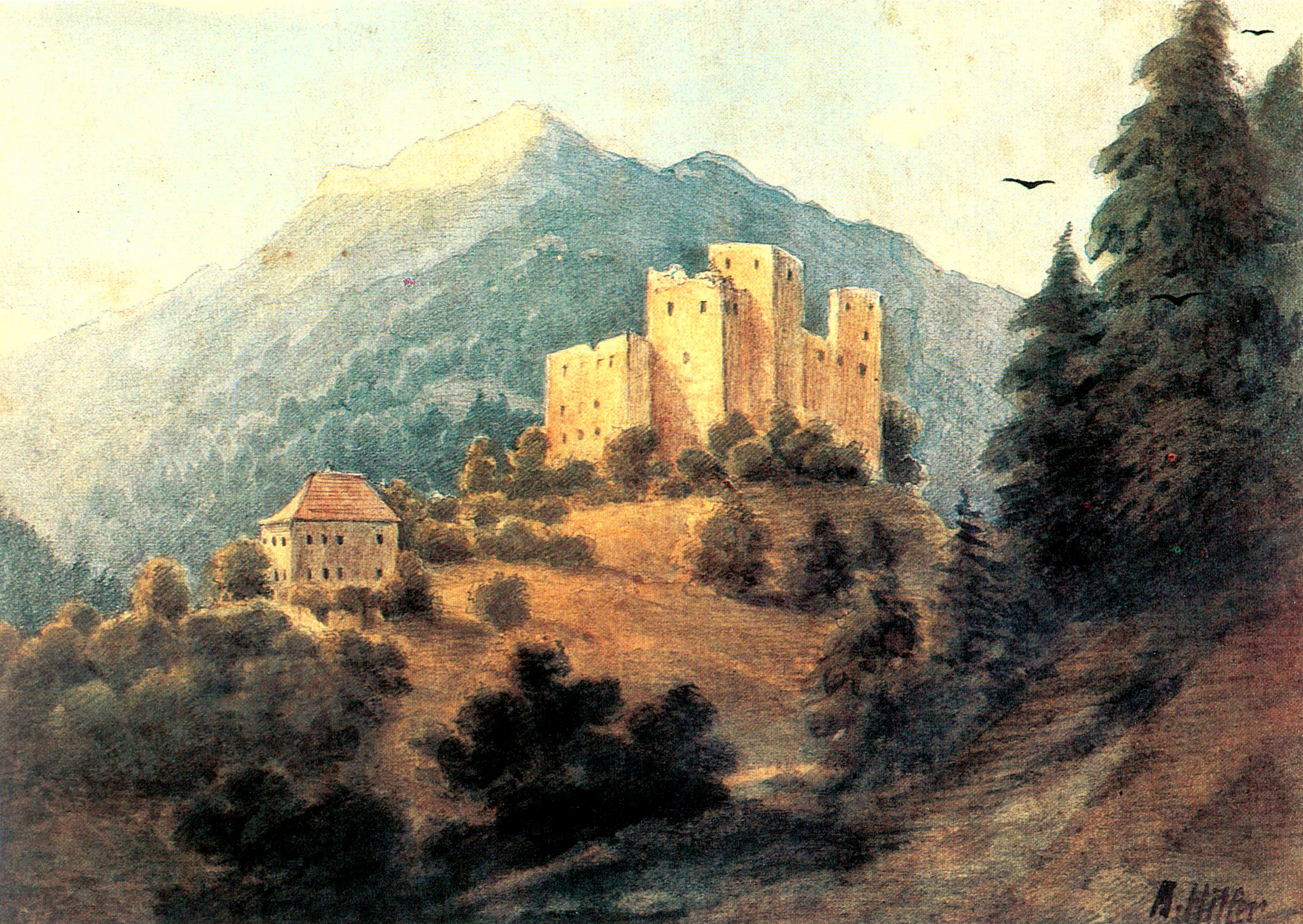
Hohe Burg (Lâu đài trên cao) (1909)
Abschied des Jagerburschen (Tạm biệt chàng thợ săn) (1914)
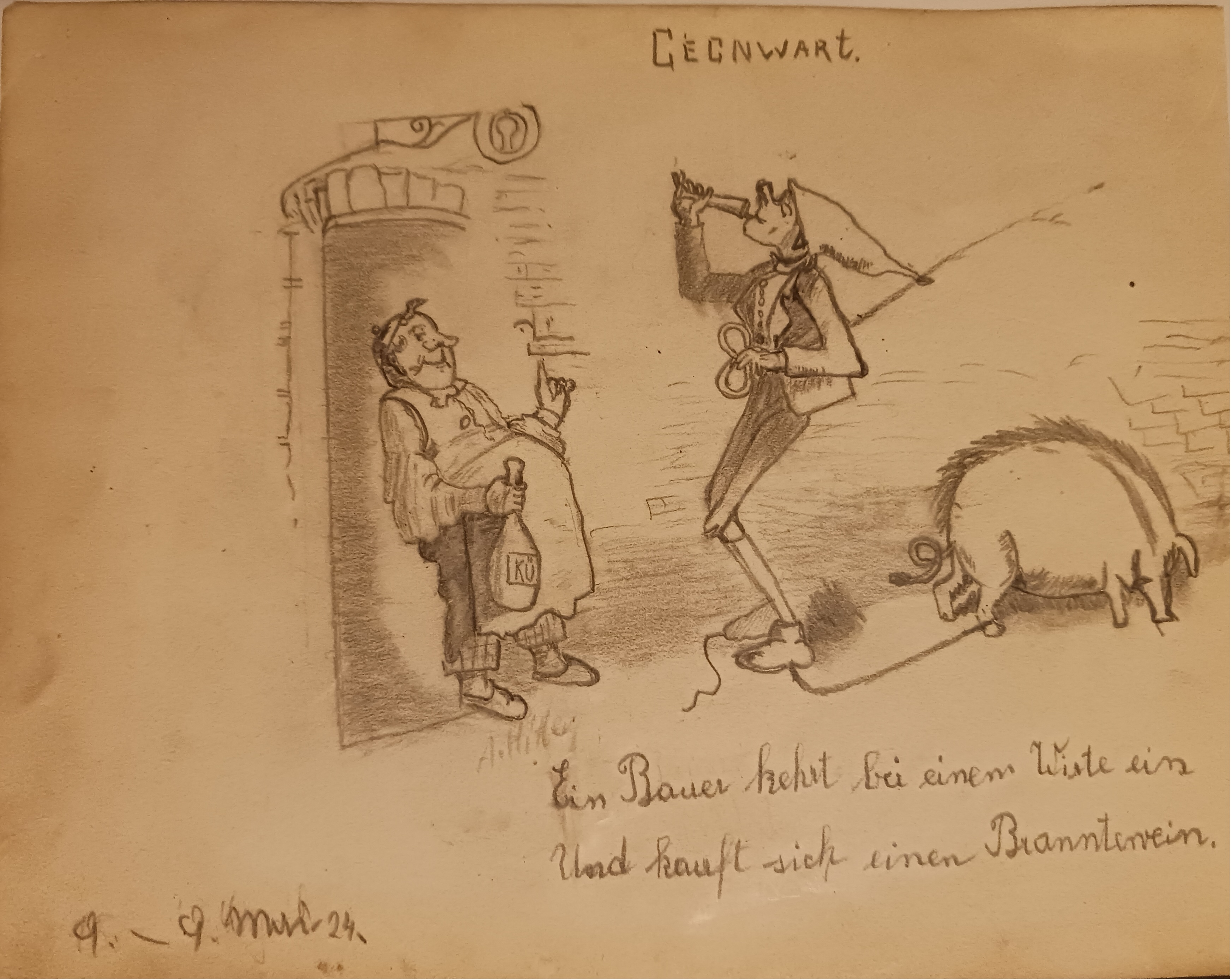
Hình vẽ bởi bút chì, 1924
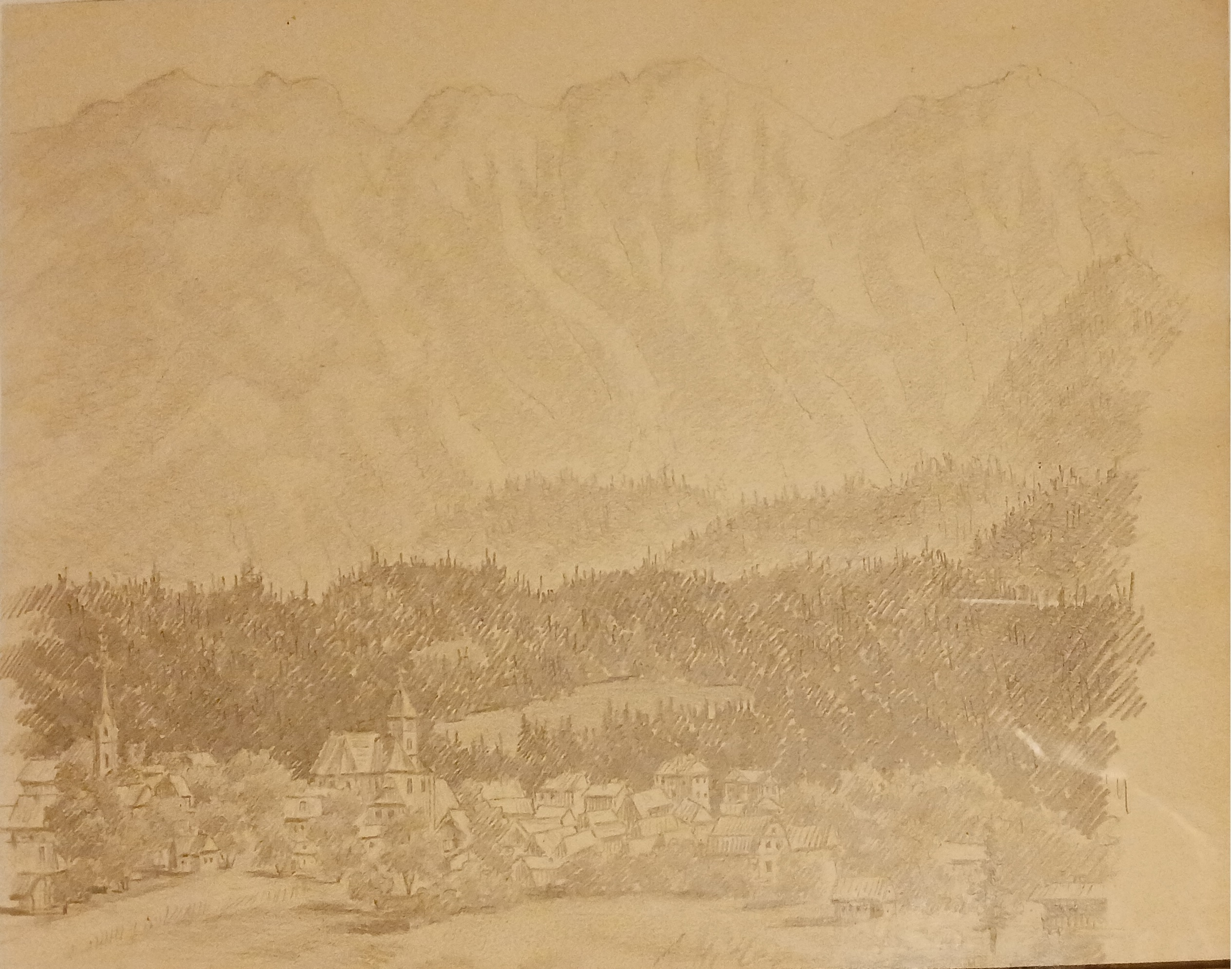
Hình vẽ bởi bút chì